# Mascha Riepl-Schmidt

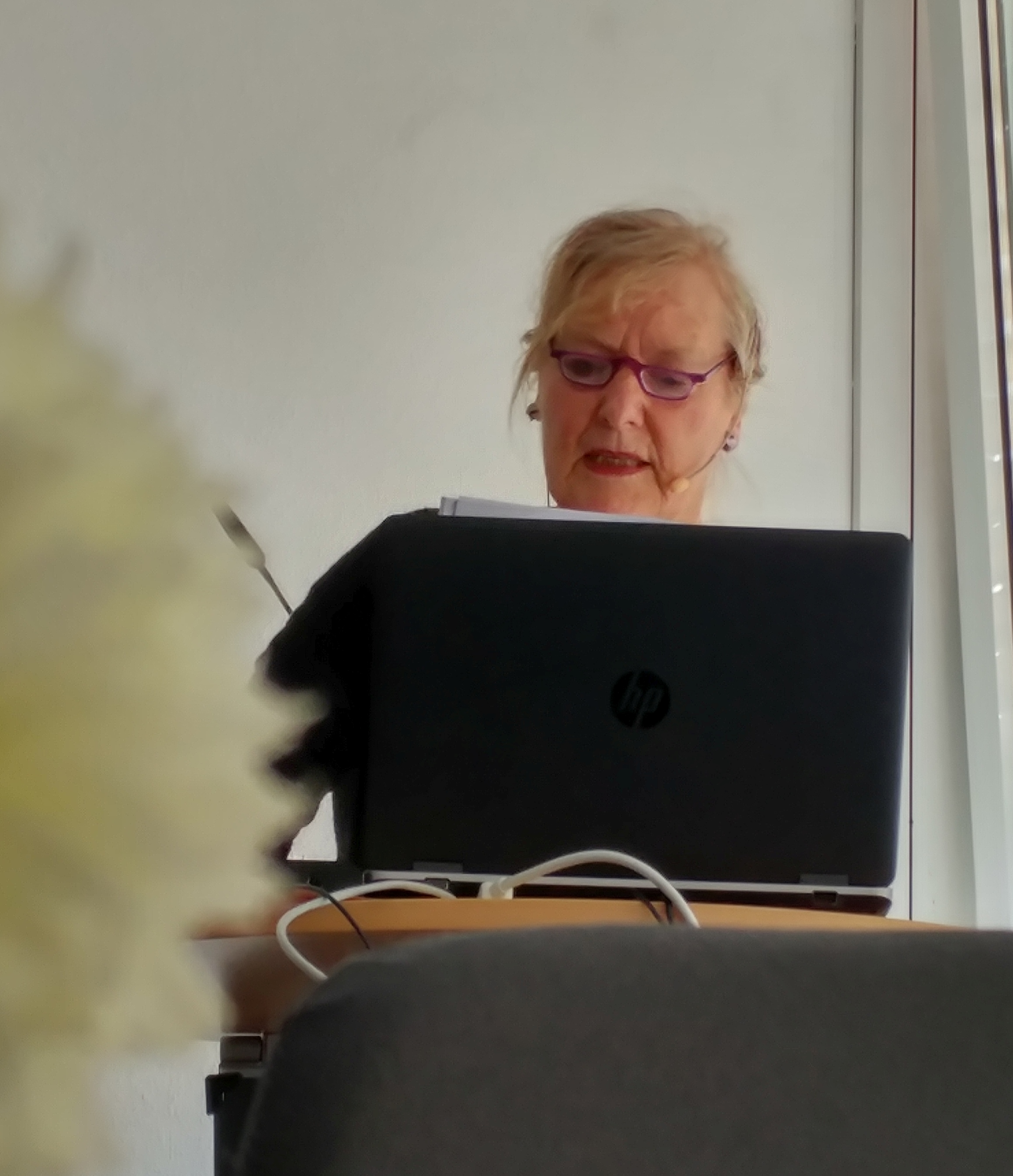
Mascha Riepl-Schmidt bei einer Lesung zum Internationalen Frauentag 2018 in der Landeszentrale für politische Bildung Baden-Württemberg

Mascha Riepl-Schmidt (* 22. Dezember 1942 als Maja Schmidt in Stuttgart) ist eine deutsche Literaturwissenschaftlerin und schreibt Texte zur Frauengeschichte.

## Leben
Mascha Riepl-Schmidt studierte Romanistik, Philosophie und Germanistik und legte beide Staatsexamen ab. Seit 1982 arbeitet sie in literarischen Projekten zur Geschlechter- und zur Frauengeschichte des 19. Jahrhunderts. Seit 1991 hat sie Lehraufträge zum Thema Frauen- und Familienpolitik, unter anderem an der Fachhochschule für Sozialwesen in Esslingen. Zudem arbeitete sie an der Konzeption der szenischen Darstellung von historischen Frauengestalten und schrieb zahlreiche Aufsätze über Biographien von Frauen in Baden-Württemberg.
Im Jahr 2016 wurde sie an der Friedrich-Schiller-Universität in Jena mit einer Arbeit zum Leben und Werk von Therese Huber promoviert.
Seit Mitte der 1990er Jahre nutzt sie ihren Rufnamen „Mascha“ als Autorinnennamen.

## Mitgliedschaften
Riepl-Schmidt ist Mitbegründerin und stellvertretende Vorsitzende des Vorstands des Theaterhauses Stuttgart. Sie engagiert sich bei der Stuttgarter Initiative Stolpersteine, dem Theaterprojekt StolperKunst und bei Die AnStifter. Zudem ist sie Mitglied im Verein Frauen & Geschichte Baden-Württemberg.

## Publikationen (Auswahl)

### Bücher
- mit Liselotte Homering, Sybille Oßwald-Bargende, Ute Scherb und dem Verein Frauen & Geschichte Baden-Württemberg (Hrsg.): Antisemitismus - Antifeminismus - Ausgrenzungsstrategien im 19. und 20. Jahrhundert. Helmer Verlag, Roßdorf 2019, ISBN 978-3-89741-438-9.
- Therese Huber (1764–1829) - "Ich will Weisheit tauschen gegen Glück": ein Leben als Bildungsroman. PL Academic Research, Frankfurt am Main / Bern / Wien 2016, ISBN 978-3-631-49174-4.
- Mathilde Planck: für Frieden und Frauenrechte. In: Prägende Köpfe aus dem Südwesten. Band 4. DRW-Verlag, Leinfelden-Echterdingen 2009, ISBN 978-3-87181-715-1.
- Maja Riepl-Schmidt (Redaktion): Anna Haag, Leben und gelebt werden, Erinnerungen und Betrachtungen. Hrsg.: Rudolf Haag. Silberburg, Tübingen 2003, ISBN 3-87407-562-1.
- mit dem Verein Frauen & Geschichte Baden-Württemberg (Hrsg.): Frauen und Revolution: Strategien weiblicher Emanzipation 1789 bis 1848. Silberburg-Verlag, Tübingen 1998, ISBN 3-87407-270-3.
- Wider das verkochte und verbügelte Leben, Frauenemanzipation in Stuttgart seit 1800. Silberburg, Stuttgart 1990, ISBN 3-925344-64-0.
- Maja Riepl-Schmidt (Hrsg.): Stuttgarter Frauenbuch. Stuttgart 1983, ISBN 3-922836-03-8.

### Aufsätze
- Elisabeth Hartnagel, geb. Scholl (1920 - 2020). Eine Würdigung der Schwester von Sophie und Hans Scholl, Landeszentrale für politische Bildung Baden-Württemberg, 2020.
- Clara Zetkin, das Frauenwahlrecht und ihre "Parteikarrieren" in der SPD, der USPD und der KPD, in: Sabine Holtz und Sylvia Schraut (Hg.): 100 Jahre Frauenwahlrecht im deutschen Südwesten. Eine Bilanz, Stuttgart 2020, ISBN 978-3-17-039338-7, S. 187–202.
- Wegbereiterinnen der Demokratie, Landeszentrale für politische Bildung Baden-Württemberg, 2019.
- Clara Zetkin (1857–1933), Stadtarchiv Stuttgart, 19. April 2018.
- Planck, Johanna Friederike Mathilde, Frauenpolitikerin, MdL (Württ.) DDP, Lebensphilosophin. In: Baden-Württembergische Biographien. Band 6, 2016, S. 369–373.
- "Ideen zu einem Töchterinstitut" 1817/18: das Konzept der "Pädagogin" Therese Huber als mögliches Programm im Vorfeld der Gründung des späteren Stuttgarter Königin Katharina Stifts. In: Schwäbische Heimat. Band 67, Nr. 3, 2016, S. 295–302.
- Jenny Heymann (1890 bis 1996): eine warmherzige Lehrerin. In: Momente. Nr. 1, 2011, S. 16.
- Reis, Sofie: Lehrerin, Schriftstellerin und Frauenrechtlerin der württ. bürgerlichen Frauenbewegung. In: Württembergische Biographien. Band 2, Nr. 1, 2011, S. 225–228.
- Reis, Helene (Hellas), Waisenpflegerin, "Netzwerkerin" der württ. bürgerlichen Frauenbewegung. In: Württembergische Biographien. Nr. 2, 2011, S. 225–228.
- Käthe Löwenthal: Malerin und Schriftstellerin. In: Württembergische Biographien. Band 2, 2011, S. 183–185.
- Klinckerfuß, Johanna Therese Leonore Anna, geb. Schultz: Hofpianistin. In: Württembergische Biographien. Band 2, 2011, S. 155–157.
- Hagmaier, Sofie Leontine Emilie Karoline: Lehrerin, erste Oberstudienrätin Württembergs, Schulleiterin des ersten württ. Gymnasiums für Mädchen. In: Württembergische Biographien. Band 2, 2011, S. 104–108.
- Haarburger, Alice: Malerin. In: Württembergische Biographien. Band 2, 2011, S. 93–95.
- „Ich habe mich an die Nothwendigkeit, die Kunst mitunter als Erwerb treiben zu müssen, gewöhnt“, Ludovike Simanowiz: Lebenskunst zwischen Malerei und Broterwerb. In: Kulturforum Schorndorf (Hrsg.): Blickwechsel, Ludovike Simanowiz, 1759–1827. Carl Bacher, Schorndorf 2009, ISBN 978-3-924431-46-4.
- Ihre beste Zeit? Clara Zetkins Leben in Stuttgart. In: Astrid Franzke und Ilse Nagelschmidt (Hrsg.): „Ich kann nicht gegen meine Überzeugung handeln“ Clara Zetkin zum 150. Geburtstag. Leipzig 2008, ISBN 978-3-89819-291-0, S. 22–40.
- Engagement-Eros-Ehrenamt. Die zehnjährige Erfolgsgeschichte des Netzwerkes "Frauen&Geschichte Baden-Württemberg e.V." In: R. Johanna Regnath, Mascha Riepl-Schmidt und Ute Scherb (Hrsg.): Eroberung der Geschichte  – Frauen und Tradition. Lit Verlag, Münster 2007, ISBN 978-3-8258-8953-1, S. 233–238.
- Aufbruchstimmung: vor hundert Jahren fand der Internationale Sozialistenkongress in Stuttgart statt. In: BW-Woche. Band 56, Nr. 30, 2007, S. 28.
- Alice Haarburger: Die fast vergessene Malerin der kleinen Lebenswelten. In: Harald Stingele und Die AnStifter (Hrsg.): Stuttgarter Stolpersteine. Markstein, Filderstadt 2006, S. 95–100.
- Käthe Loewenthal, Malerei als ein Ort für Liebe, Glaube, Hoffnung. In: Harald Stingele und Die AnStifter (Hrsg.): Stuttgarter Stolpersteine. Markstein, Filderstadt 2006, S. 166–171.
- Das emanzipierte Unwesen der Stuttgarterinnen. In: Werner Skrentny (Hrsg.): Stuttgart zu Fuß. Silberburg, Tübingen 2005, ISBN 3-87407-649-0, S. 95.
- Henriette Arendt. Die erste deutsche Polizeiassistentin des Deutschen Reiches seit 1903.
- Dem "schwäbischen Volkscharakter" zu wenig Rechnung getragen ...: Henriette Arendt - die erste Polizeiassistentin des Deutschen Reiches. In: Baden-Württemberg: Staatsanzeiger für Baden-Württemberg. Band 53, Nr. 42, 2004, S. 24.
- Der unaufhaltsame Sieg des "emanzipierten Unwesens": 1904: die ersten "ordentlichen" Studentinnen der Universität Tübingen. In: Schlösser Baden-Württemberg. Nr. 4, 2004, S. 26–29.
- Ihre Welt war die Musik, Emilie Zumsteeg (1796–1857). In: Stuttgarter Liederkranz (Hrsg.): 175 Jahre Stuttgarter Liederkranz: 1824–1999; ein Festbuch. Stuttgart 1999, S. 215–221.
- Die ersten 40 Jahre des Hölderlin-Gymnasiums. In: Hölderlin-Gymnasium Stuttgart (Hrsg.): 100 Jahre Hölderlin-Gymnasium. Stuttgart 1999, S. 21–47.
- Freiheit-Gleichheit-Bruderliebe, Die „weibliche“ Ecke im Revolutionsgeschehen der letzten 200 Jahre - ein Tagungsbericht. In: Hermann Bausinger (Hrsg.): 1848/1849 - Wege zur Revolution. Almende. Band 56/57. Eggingen 1998, ISBN 3-86142-101-1, S. 291–297.
- Trotz alledem: Ja! Ein Leben für den Frieden! Anna Haag (1888–1982); ein Porträt. In: Unsere Heimat. Nr. 1, 1997, S. 1–4.
- 1968 und die Frauen folgen. Stuttgart – ein Ort der Frauenrebellion. In: Peter Grohmann (Hrsg.): Das Glück ist mit den Deutschen, Blick zurück nach vorn, 10 Aufsätze. Sächsische Hefte für Zeitgeschichte und Kultur. Grohmann, Dresden 1997, ISBN 3-927340-60-X, S. 9–12.
- Die "wertkonservativen" Erziehungskonzepte zur Vorbereitung einer "mit Vernunft getragenen Nation" der Therese Huber (1764–1829). In: Frauen & Geschichte Baden-Württemberg (Hrsg.): Frauen und Nation. Silberburg-Verlag, Tübingen 1996, ISBN 3-87407-236-3, S. 90–103.
- Pogromstimmung vor den Toren der Hauptstadt, Clara Zetkin in ihrer Sillenbucher Zeit. In: Herrmann G. Abmayr (Hrsg.): Sillenbuch & Riedenberg: zwei Stadt-Dörfer erzählen aus ihrer Geschichte. Stuttgart 1995, ISBN 3-926369-08-6, S. 104–113.
- Else Kienle (1900–1970): die Verteidigung der Frauen gegen das Gesetz und das Gericht der Männer. In: Birgit Knorr (Hrsg.): Frauen im deutschen Südwesten. Kohlhammer, Stuttgart 1993, ISBN 3-17-012089-1, S. 269–274.